# 普通潜鸟

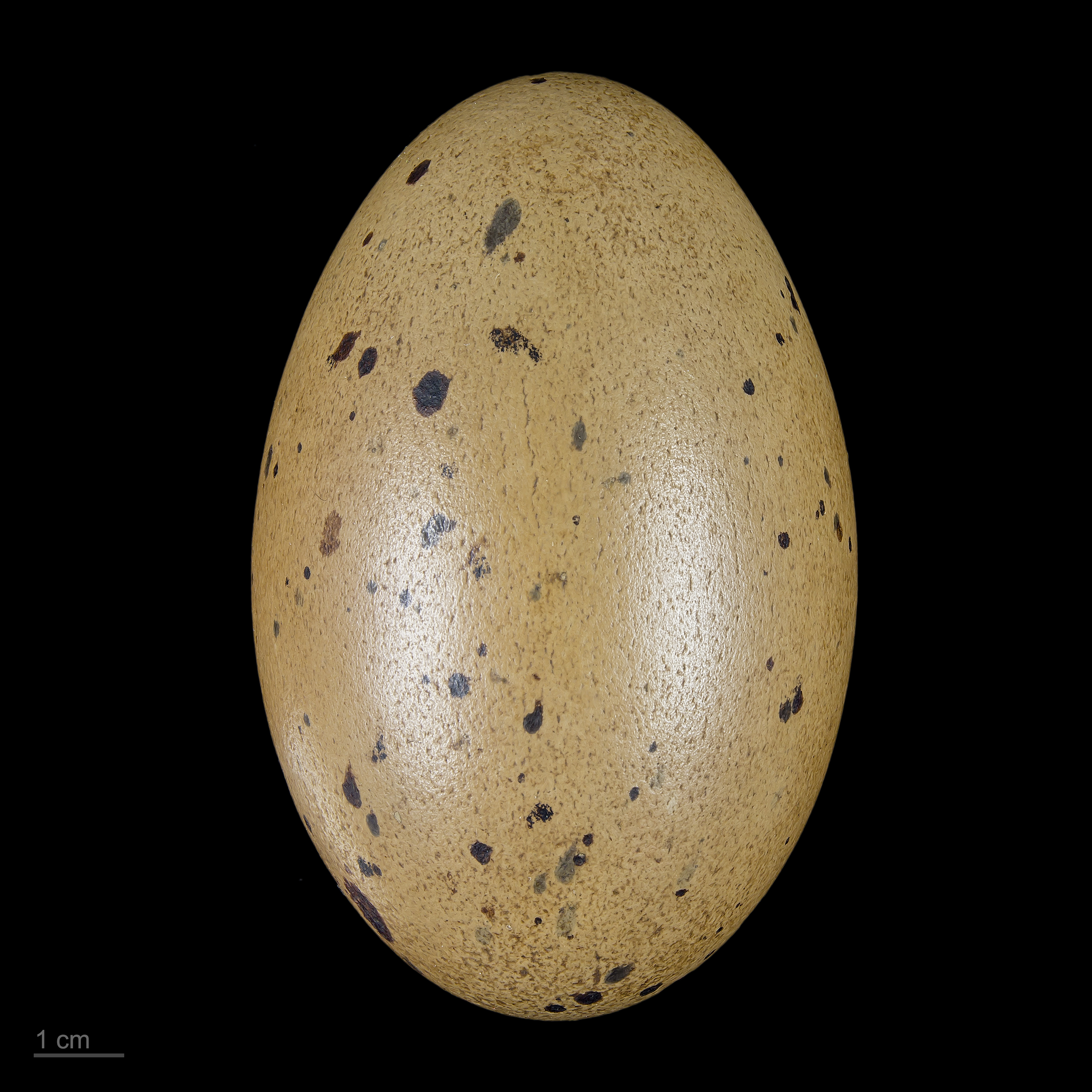
Gavia immer

普通潜鸟（学名：Gavia immer），也叫北方大潜鸟，是广泛分布在北美洲的一种潜鸟，被铸造在加拿大一元硬币上，以及20加元纸币（1986 Birds of Canada Series）的背面。普通潜鸟是加拿大安大略省的省鸟，也是美国明尼苏达州的州鸟。
成年普通潜鸟的体长在61-100厘米，翼宽122-152厘米，只比白嘴潜鸟稍微小一点。体重为1.6-8千克，平均为4千克左右。
繁殖期的普通潜鸟分布于加拿大、美国北部、阿拉斯加和格陵兰，在冰岛也有一小部分普通潜鸟。普通潜鸟每次产1-3卵，雄鸟和雌鸟都参与孵化。在冬季，普通潜鸟则南移到海岸线和大湖地区。
和所有的潜鸟一样，普通潜鸟也是捕鱼的好手，可以潜到60米深的水中寻找食物。
好萊塢電影中經常在表現人跡罕至的地方時插入它的叫聲。

## 外部連結
- — BTO BirdFacts — Great Northern Diver （页面存档备份，存于）
- Loons

1. ↑  Tribune, Frank Bures Special to the Star. . Star Tribune.   [2023-04-21]. （原始内容存档于2023-04-16）.